# Heike Maurer

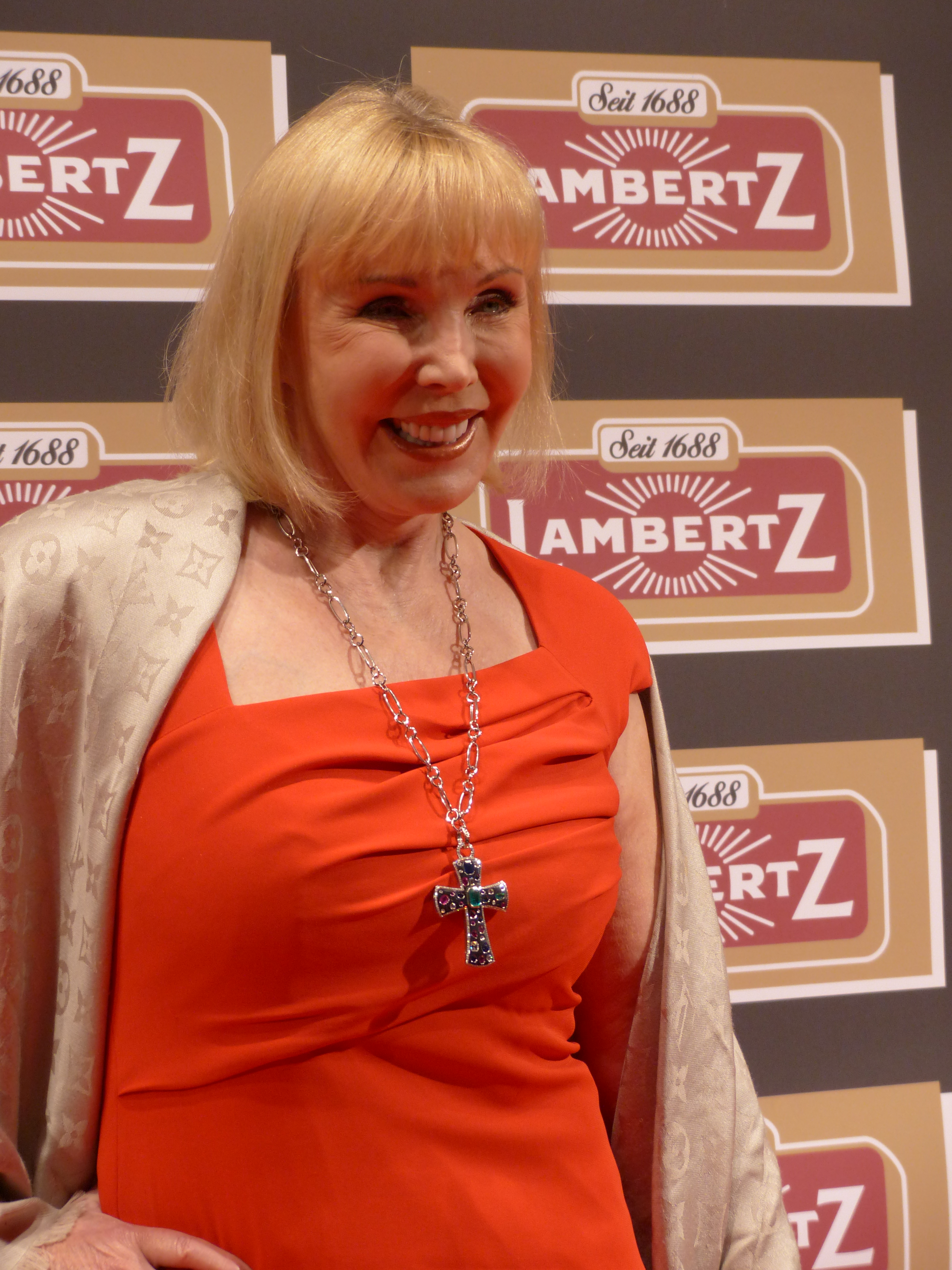
Heike Maurer (2016)

Heike Maurer (* 8. November 1953 in Castrop-Rauxel) ist eine deutsche Fernsehmoderatorin.

## Biographie
Nach ihrer Mittleren Reife am Goethe-Gymnasium Flensburg absolvierte Maurer eine Ausbildung zur staatlich geprüften Gymnastiklehrerin in Glücksburg. Darüber hinaus machte sie eine Sprecherausbildung in Frankfurt.
Von 1972 bis 1973 arbeitete sie als Lehrerin an einer Sonderschule für Lernbehinderte in Mühlheim am Main und von 1974 bis 1984 als Fotomodell in der Produktwerbung, von 1982 bis 1984 war sie parallel dazu in der redaktionellen Mitarbeit bei der Kundenzeitschrift von Volkswagen sowie in der Gestaltung von Modenschauen aktiv. Zusätzlich fungierte sie in der Zeit von 1982 bis 1990 als Sprecherin für Werbespots.
Einem breiten Publikum ist Heike Maurer ab 1989 als Ansagerin und danach von 2000 bis 2013 als Moderatorin der Sendung Lotto am Mittwoch im ZDF bekannt geworden.
Heike Maurer war insgesamt viermal verheiratet – unter anderem mit dem Medienpsychologen Jo Groebel – und hat eine Tochter. Sie lebt mittlerweile auf Mallorca.
Im August 2021 war sie Teilnehmerin der neunten Staffel von Promi Big Brother auf Sat.1. Sie erhielt in der ersten Zuschauerabstimmung die wenigsten Anrufe und belegte den vorletzten Platz.

## Publikationen
- Wenn Männer lügen. VGS, 1999.